# David Evans (virologue)
Pour les articles homonymes, voir David Evans et Evans.
David Evans est un virologue canadien. Avec l'aide de Ryan Noyce et le soutien financier de la société Tonix Pharmaceuticals (en), il met au point en 2016 une souche de la variole équine. Leur travail suscite la controverse pour plusieurs raisons, notamment parce que le « vaccin antivariolique a fait ses preuves » et que si « les deux scientifiques se sont attelés à reconstituer une souche équine, non contagieuse pour l'homme, une souche mortelle [pour l'homme] pourrait être reconstituée avec les mêmes techniques et la maladie réintroduite intentionnellement. »

## Biographie
Les chercheurs David Evans et Ryan Noyce présentent leurs travaux sur la création d'une souche de la variole équine à l'OMS en 2016, qui juge, « à l'issue d'une réunion internationale sur la variole à Genève, que l'expérience n'avait “pas requis de connaissance ou d'expertise biochimique exceptionnelles, ni d'investissement ou de temps particulièrement importants”. ». Les chercheurs annoncent plus largement en 2017 avoir mis au point une souche de la variole équine en ayant seulement recours à du matériel vendu par l'intermédiaire d'Internet. « Ce n’est pas la première fois qu’un virus est «fabriqué» artificiellement en laboratoire, puisque cela avait déjà été fait avec une souche de la polio en 2002. » « Éliminer la variole, l'une des maladies les plus mortelles de l'histoire, a pris des décennies à l'humanité tout en coûtant des milliards de dollars. Ramener le fléau n'exigerait probablement d'une petite équipe scientifique doté d'un peu de connaissances précises que six mois et 100 000 dollars,. » Les chercheurs publient en janvier 2018 la recette pour la mise au point de leur variante de la variole équine.  « Les scientifiques veulent ainsi souligner les défaillances des législations actuelles, qui ne permettent pas d’empêcher ce genre de production. »
« Si cette expérience, révélée durant l’été [2017] et financée par le laboratoire Tonix Pharmaceuticals, a franchi une ligne jaune, selon de nombreux spécialistes, c’est qu’elle fournit, clés en main, rien moins que la « recette » de la synthèse de la variole humaine. » Tom Frieden, ancien président du Centers for Disease Control and Prevention, résume sa pensée : « Nous vivons dans un meilleur des mondes où il existe une capacité à recréer des organismes qui ont existé dans le passé ou à créer des organismes qui n'ont jamais existé ». D'ailleurs, les chercheurs sont accusés d'avoir mené leurs recherches pour soutenir les activités de Tonix Pharmaceuticals (en), société qui espère commercialiser un futur vaccin contre cette souche de variole.

### Citations originales
1. ↑  (en) « Eradicating smallpox, one of the deadliest diseases in history, took humanity decades and cost billions of dollars. Bringing the scourge back would probably take a small scientific team with little specialized knowledge half a year and cost about $100,000. »